# بيرث أوف فاير 3
بيرث أوف فاير 3 (بالإنجليزية: Breath of Fire III)‏ (باليابانية: ブレス オブ ファイアIII) ، هي لعبة فيديو إلكترونية من نوع تقمص الأدوار ، أنتجت سنة 1997م ، وهي الجزء الثالث من سلسلة بيرث أوف فاير.